# Поповское (12 км)
В том сельском округе есть еще одна деревня с тем же названием. Эта статья о деревне, удалённой от Рыбинска на 12 км, стоящей на берегу Черёмухи, между Михайловским и Сретеньем и обслуживаемой п/о Михайловское 152982. Другая деревня удалена на 19 км, находится вблизи Александровой пустыни и обслуживается п/о Семенники 152983.
Попо́вское (в документах — Поповское (12 км)) — деревня в Михайловском сельском округе Волжского сельского поселения Рыбинского района Ярославской области.
Деревня расположена на правом высоком и обрывистом берегу реки Черёмуха в её среднем течении, с западной стороны от автомобильной дороги, ведущей по правому берегу Черёмухи из центра сельского округа Михайловского на Сельцо-Воскресенское. Поповское — первая от Михайловского деревня на этой дороге, следующая деревня — Мологино. На противоположной, левой стороне Черёмухи напротив Поповского находится деревня Ивановское. 
Деревня Поповская указана на плане Генерального межевания Рыбинского уезда 1792 года. 
На 1 января 2007 года в деревне числилось 74 постоянных жителя. Почтовое отделение, расположенное в селе Михайловское, обслуживает в деревне 39 домов.